# Natuurpark Saja-Besaya

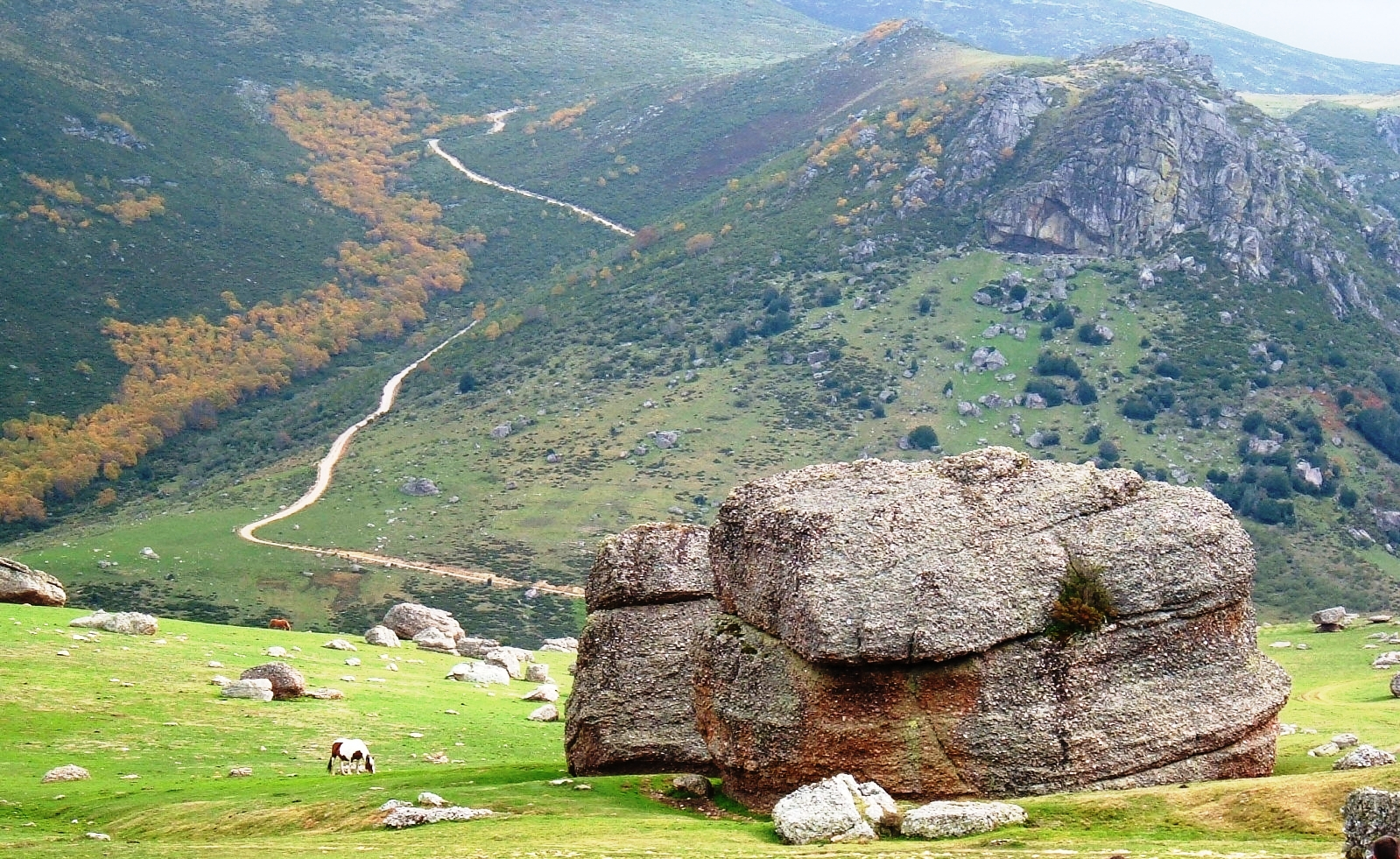

Het Natuurpark Saja-Besaya (Spaans: Parque natural del Saja-Besaya) is een natuurpark in Cantabrië in Spanje. Het natuurpark in het Cantabrisch gebergte  werd opgericht in 1988 en is 5758 hectare groot. Het natuurpark omvat bergen, beuken- en eikenbossen. In het park komt ree, everzwijn, edelhert, wolf, steenarend voor.